# 久方 (名古屋市)
- 日本 > 愛知県 > 名古屋市 > 天白区 > 久方
- 日本 > 愛知県 > 名古屋市 > 緑区 > 久方

久方（ひさかた）は、愛知県名古屋市天白区と緑区にある町名。現行行政地名は久方一丁目から久方三丁目。住居表示未実施。

## 地理
名古屋市天白区の南部、緑区の北部に位置し、天白区側の東に天白区高坂町、天白区側の南東と緑区側の西に緑区桃山、天白区側の北に天白区一つ山、天白区側の北西に天白区山根町、天白区側の西に天白区境根町、天白区側の南に緑区相川、天白区側の南と緑区側の東に鳴海町、緑区側の南にほら貝と接する。

## 歴史

### 町名の由来
『古今和歌集』に撰録された紀友則の和歌である「久方のひかりのどけき春の日に」に由来するという。

### 沿革
- 1968年（昭和43年）5月1日 - 昭和区天白町大字野並の一部により同区久方一丁目が、天白町大字野並および一つ山の各一部により久方二丁目がそれぞれ成立する[2]。
- 1970年（昭和45年）2月24日 - 昭和区天白町大字島田の一部を同区久方二丁目に編入する[2]。
- 1973年（昭和48年）10月25日 - 昭和区天白町大字野並の一部を同区久方一丁目および二丁目にそれぞれ編入する[2]。また、同区天白町大字野並の一部により久方三丁目が成立する[2]。同時に緑区鳴海町の一部により、同区久方二丁目および久方三丁目が成立する（緑区久方二丁目・同三丁目については以降の行政区の異動はない）[3]。
- 1975年（昭和50年）2月1日 - 天白区編入に伴い、同区久方一丁目・久方二丁目・久方三丁目となる[2]。
- 1980年（昭和55年）6月15日 - 天白区天白町大字野並および緑区鳴海町の各一部をそれぞれ天白区久方三丁目に編入する[2]。
- 1983年（昭和58年）10月9日 - 天白区島田の一部を同区久方一丁目に編入する[2]。
- 1985年（昭和60年）8月11日 - 天白区天白町大字野並の一部を同区久方一丁目と久方二丁目にそれぞれ編入する[2]。また、天白区天白町大字野並および久方二丁目の各一部が同区久方三丁目にそれぞれ編入される[2]。

## 世帯数と人口
2019年（平成31年）1月1日現在の世帯数と人口は以下の通りである。
| 区     | 丁目               | 世帯数    | 人口    |
| ------ | ------------------ | --------- | ------- |
| 天白区 | 久方一丁目         | 1,358世帯 | 2,480人 |
| 天白区 | 久方二丁目         | 202世帯   | 402人   |
| 天白区 | 久方三丁目         | 501世帯   | 1,247人 |
| 天白区 | 天白区 計          | 2,061世帯 | 4,129人 |
| 緑区   | 久方二丁目・三丁目 | 91世帯    | 179人   |
|        |                    |           |         |
| 計     | 計                 | 2,152世帯 | 4,308人 |

## 学区
市立小・中学校に通う場合、学校等は以下の通りとなる。また、公立高等学校に通う場合の学区は以下の通りとなる。なお、小・中学校は学校選択制度を導入しておらず、番毎で各学校に指定されている。
| 区     | 丁目       | 小学校                                    | 中学校               | 高等学校 |
| ------ | ---------- | ----------------------------------------- | -------------------- | -------- |
| 天白区 | 久方一丁目 | 名古屋市立相生小学校                      | 名古屋市立久方中学校 | 尾張学区 |
| 天白区 | 久方二丁目 | 名古屋市立相生小学校 名古屋市立高坂小学校 | 名古屋市立久方中学校 | 尾張学区 |
| 天白区 | 久方三丁目 | 名古屋市立相生小学校 名古屋市立高坂小学校 | 名古屋市立久方中学校 | 尾張学区 |
| 緑区   | 久方二丁目 | 名古屋市立桃山小学校                      | 名古屋市立神沢中学校 | 尾張学区 |
| 緑区   | 久方三丁目 | 名古屋市立戸笠小学校                      | 名古屋市立神沢中学校 | 尾張学区 |

## 施設
- 豊田工業大学
- UR都市機構 相生山団地
- 名古屋相生山郵便局
- 戸笠公園

## その他

### 日本郵便
- 集配担当する郵便局は以下の通りである[WEB 11]。

| 区     | 町丁 | 郵便番号 | 郵便局     |
| ------ | ---- | -------- | ---------- |
| 天白区 | 久方 | 468-0034 | 天白郵便局 |
| 緑区   | 久方 | 458-0012 | 緑郵便局   |

### WEB
1. ↑  “愛知県名古屋市天白区の町丁・字一覧”.   人口統計ラボ. 2019年2月11日閲覧。
2. ↑  “愛知県名古屋市緑区の町丁・字一覧”.   人口統計ラボ. 2019年2月11日閲覧。
3. 1 2  “町・丁目(大字)別、年齢(10歳階級)別公簿人口(全市・区別)”.   名古屋市 (2019年1月23日). 2019年1月23日閲覧。
4. 1 2  “郵便番号”.  日本郵便. 2019年2月10日閲覧。
5. 1 2  “郵便番号”.  日本郵便. 2019年2月10日閲覧。
6. ↑  “市外局番の一覧”.   総務省. 2019年1月6日閲覧。
7. ↑  “天白区の町名一覧”.   名古屋市 (2015年10月21日). 2019年2月10日閲覧。
8. ↑  “緑区の町名一覧”.   名古屋市 (2015年10月21日). 2019年2月10日閲覧。
9. ↑  “市立小・中学校の通学区域一覧”.   名古屋市 (2018年11月10日). 2019年1月14日閲覧。
10. ↑  “平成29年度以降の愛知県公立高等学校（全日制課程）入学者選抜における通学区域並びに群及びグループ分け案について”.   愛知県教育委員会 (2015年2月16日). 2019年1月14日閲覧。
11. ↑  郵便番号簿 平成29年度版 - 日本郵便. 2019年01月06日閲覧 (PDF)

### 書籍
1. ↑  名古屋市計画局 1992, p. 693.
2. 1 2 3 4 5 6 7 8 9  名古屋市計画局 1992, p. 872.
3. ↑  名古屋市計画局 1992, p. 862.